# ニコラ・ド・プラトモンターニュ
ニコラ・ド・プラトモンターニュ（Nicolas de Plattemontagne、1631年11月19日 - 1706年12月25日）は、フランドル出身の父親を持つフランスの画家、版画家である。肖像画や歴史画を描いた。

## 略歴
パリで生まれた。父親のマテュー・ド・プラトモンターニュ(Matthieu de Plattemontagne:1607/1608-1660)はアントウェルペン出身で海洋画を専門とする画家、版画家で1630年ころからパリで働いていた 。父親のフランドルでの姓はファン・プラッテンベルフ(van Plattenberg)であったが、フランスではプラトモンターニュという姓で活動した。母親はパリ生まれの版画家、ジャン・モラン(Jean Morin: 1595/1605-1650) の妹で、ニコラ・ド・プラトモンターニュは叔父のジャン・モランから版画の技術を学んだ。
プラトモンターニュは父や叔父から美術を学んだ後、当時の有力な画家、フィリップ・ド・シャンパーニュ(1602-1674)の弟子になり、同じころシャンパーニュの工房に入った、シャンパーニュの甥のジャン＝バティスト・ド・シャンパーニュ(161-1681)と友人になった。プラトモンターニュの作品はしばしば2人のシャンパーニュの作品と混同されてきて、いくつかのシャンパーニュの作品とされてきたものが近年プラトモンターニュに帰属されることもあった。
1655年から1656年にフィリップ・ド・シャンパーニュの指揮でパリの病院 、ヴァル＝ド＝グラース(Val-de-Grâce)の装飾画を描いた。1663年に王立絵画彫刻アカデミーに歴史画家として入会が認められ、後に教授の称号を得た。1669年にチュイルリー宮殿の王太子の間の装飾の注文を受けた。
1706年にパリで没した。没後程なく、忘れられた存在となったが20世紀の初めに研究が行なわれ、17点の油彩画と80点ほどの、版画や素描がプラトモンターニュの作品とされた。

## 作品

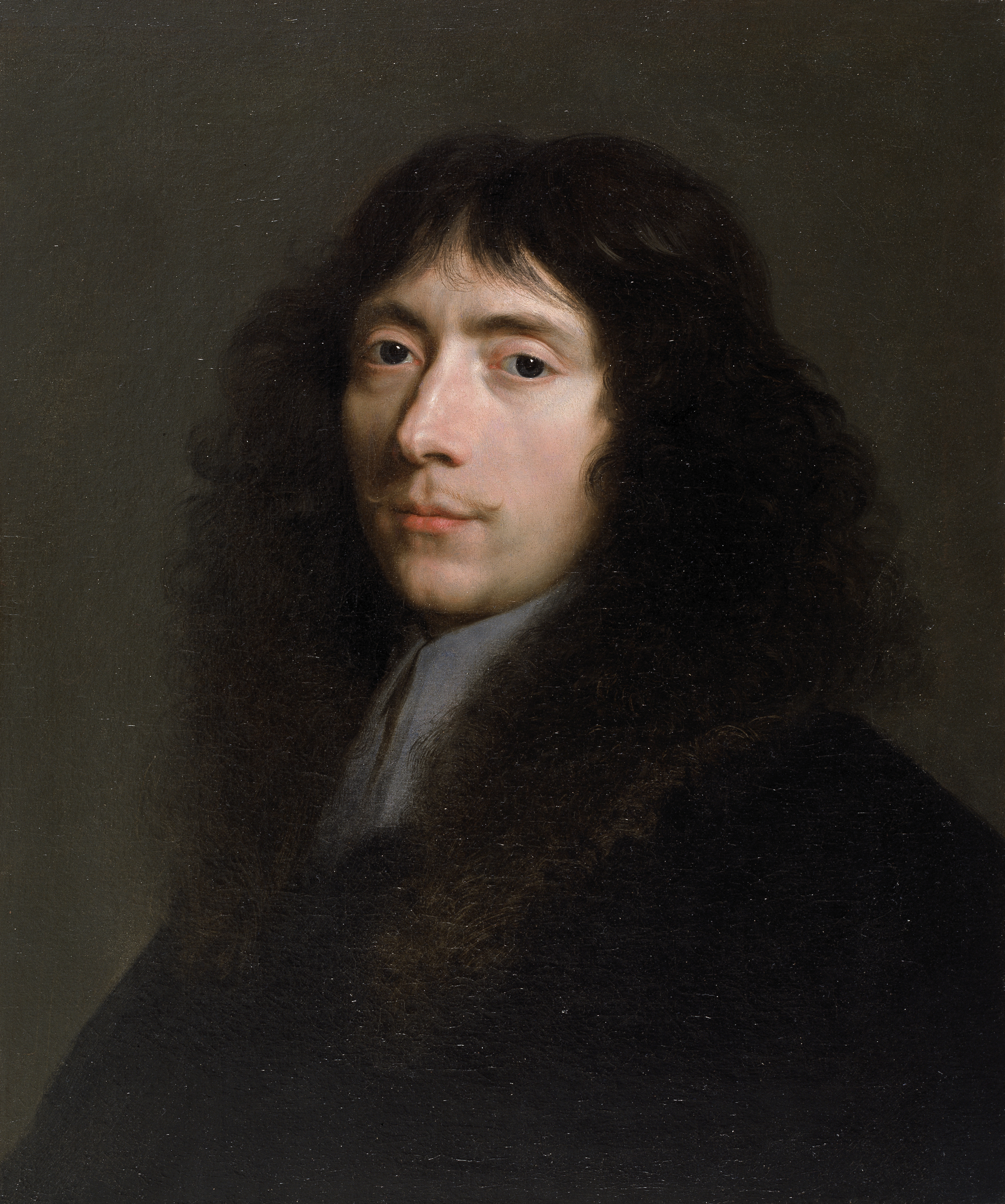
若い男の肖像画 ヘント美術館
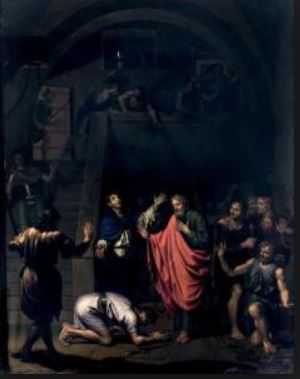
聖パウロとシラス (1666)
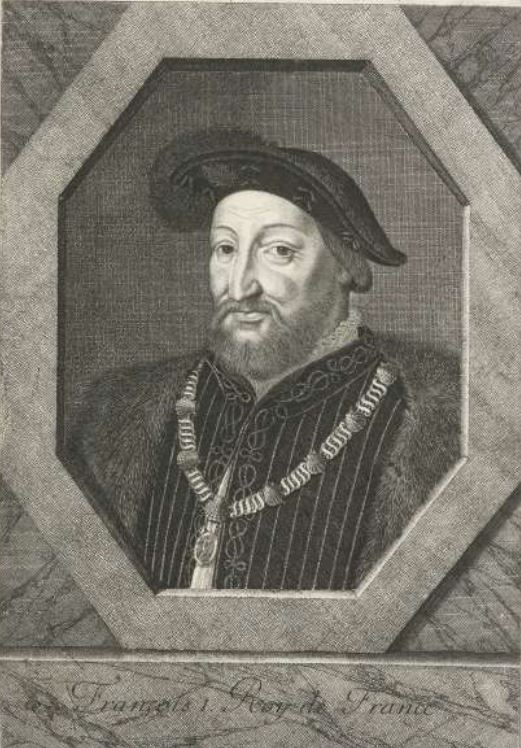
フランソワ1世 (フランス王)
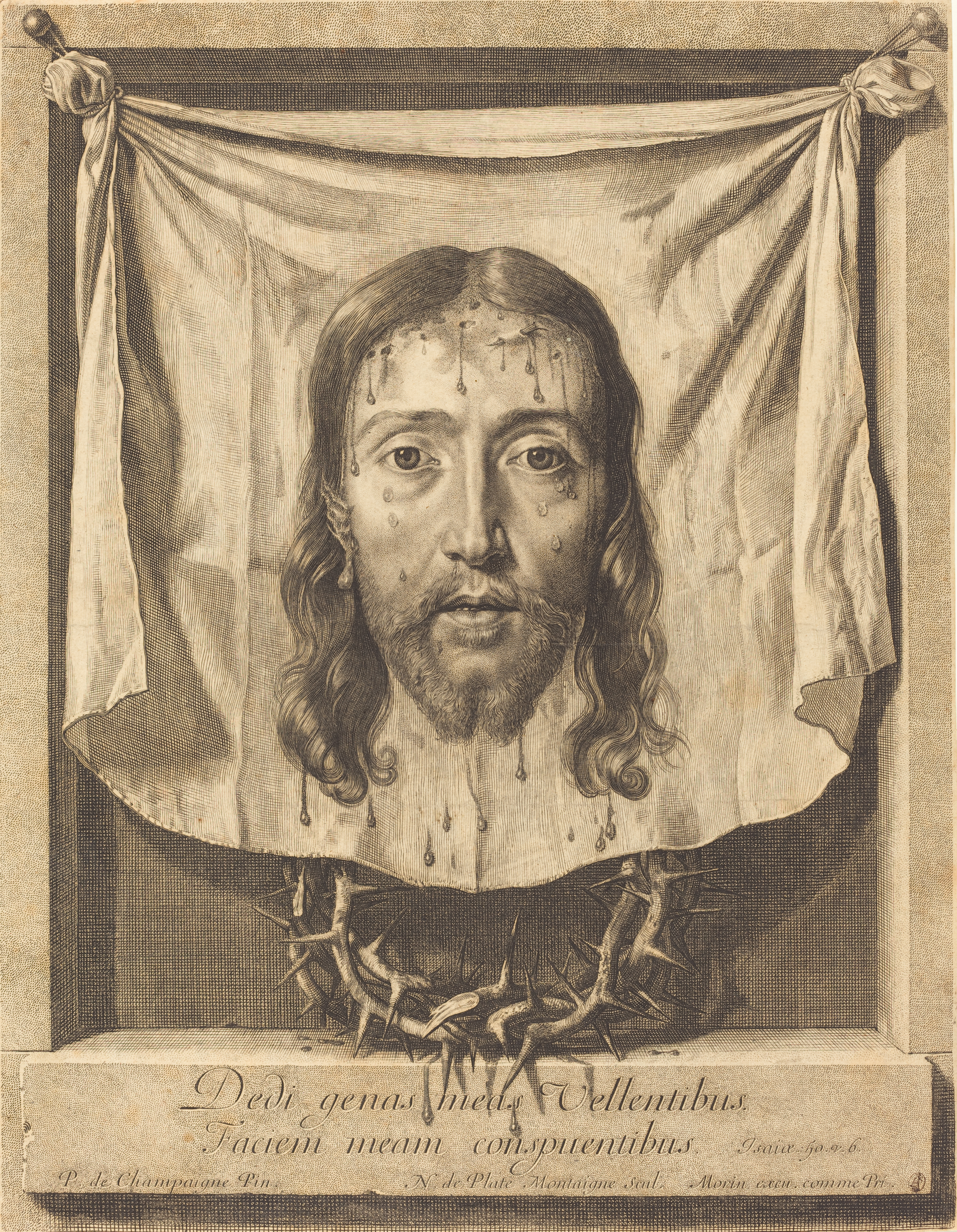
フィリップ・ド・シャンパーニュの原画による版画、「聖ヴェロニカの聖顔布」

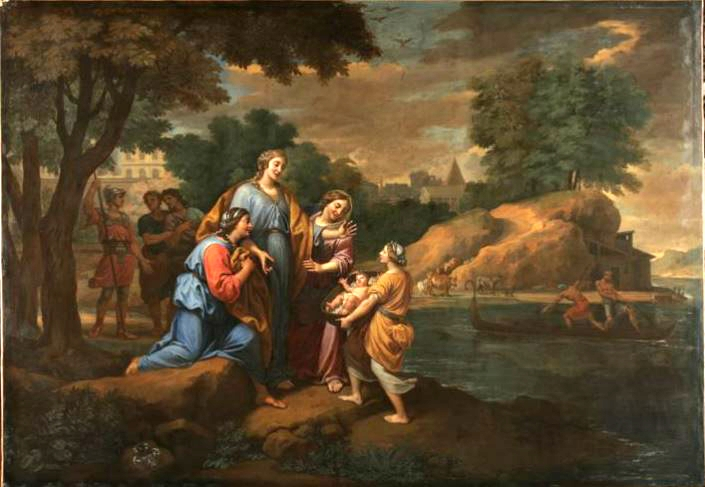
川から救われるモーゼ (c.1670)
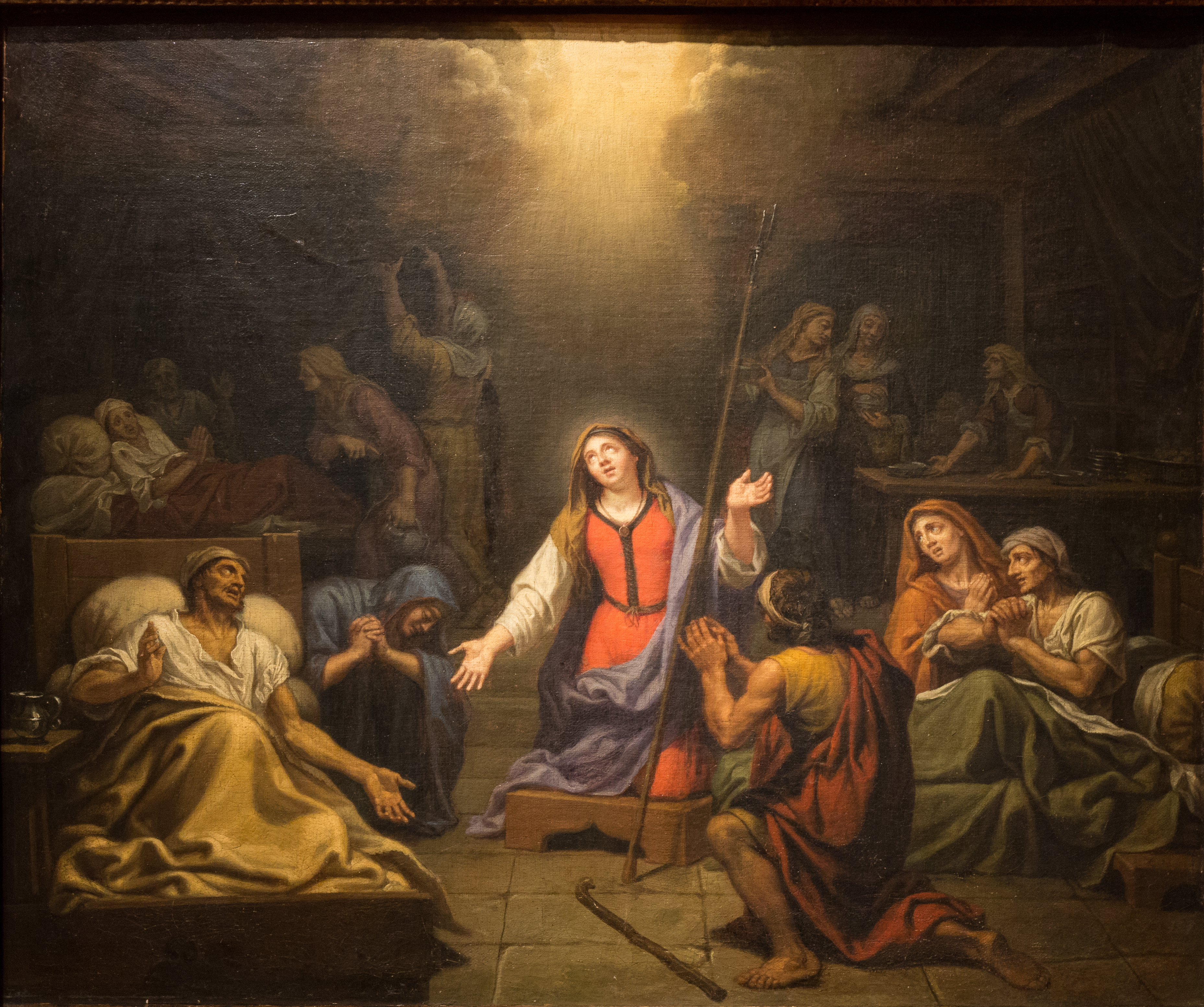
病者を守る聖ジュヌヴィエーヴ (1680) レンヌ美術館
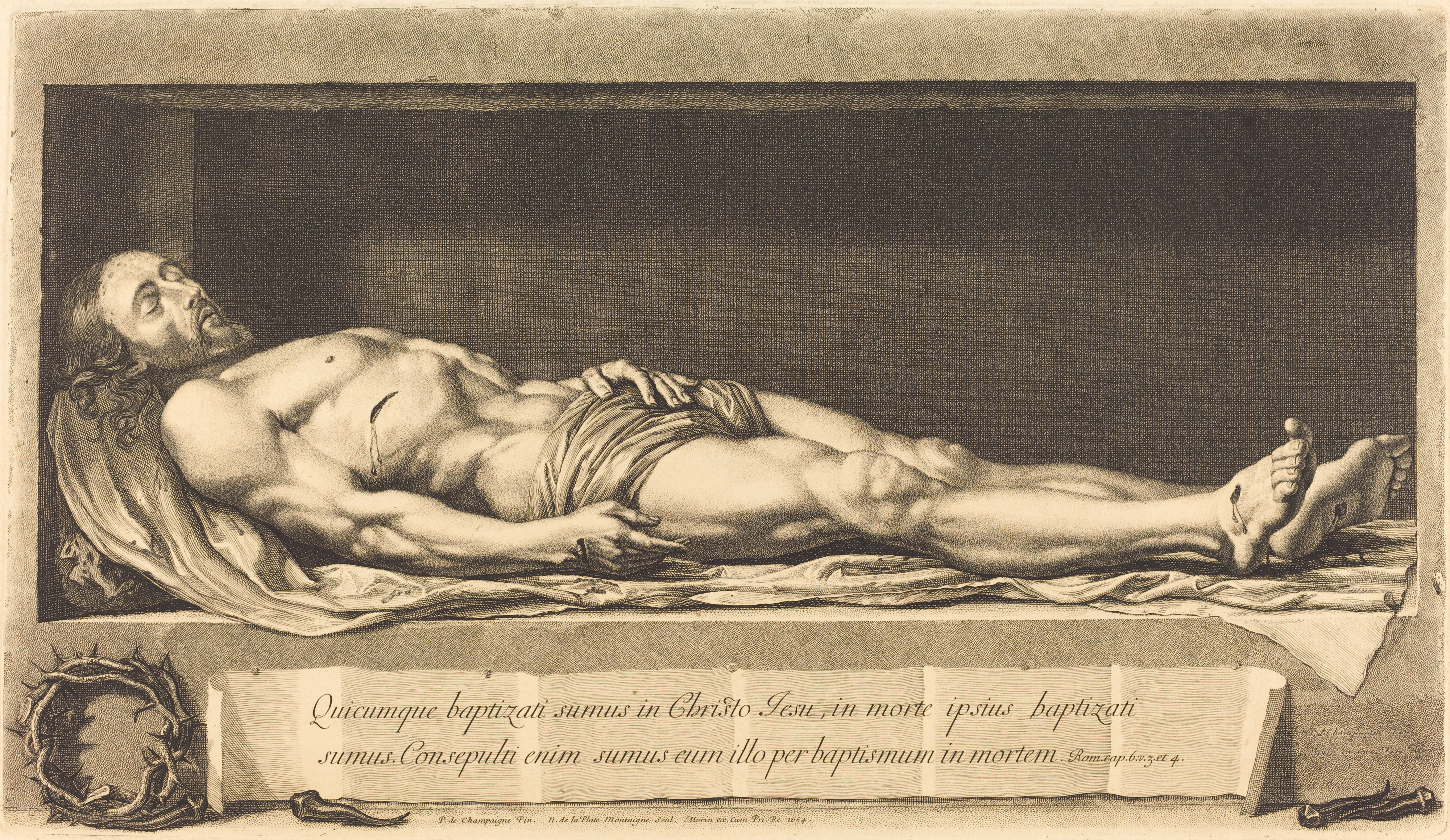
フィリップ・ド・シャンパーニュの原画による版画